# Hosophora nomurella
Hosophora nomurella är en insektsart som beskrevs av Matsumura 1942. Hosophora nomurella ingår i släktet Hosophora och familjen spottstritar. Inga underarter finns listade i Catalogue of Life.